# Villa Larca
Villa Larca är en ort i Argentina.   Den ligger i provinsen San Luis, i den centrala delen av landet, 700 km väster om huvudstaden Buenos Aires. Villa Larca ligger 1 049 meter över havet och antalet invånare är 957.
Terrängen runt Villa Larca är kuperad åt nordost, men åt sydväst är den platt. Terrängen runt Villa Larca sluttar brant västerut. Runt Villa Larca är det glesbefolkat, med 9 invånare per kvadratkilometer.. Villa Larca är det största samhället i trakten. 
Trakten runt Villa Larca består i huvudsak av gräsmarker.